# 石嶺站
26°13′51.06″N 127°42′10.96″E / 26.2308500°N 127.7030444°E
石嶺站（日语：／ Ishimine eki */?）是位於日本沖繩縣那覇市的沖繩都市單軌電車線車站，本站為單軌電車線伸延段內唯一一座站名自申請至定案均沒有更改過的車站。
本站是伸延區間內唯一座落於那霸市的車站，那霸市政府曾經希望讓首里－石嶺一段首先提早開業，可是因收地問題，最終未能如願，以致最終要與其他新車站一併於2019年10月1日通車。

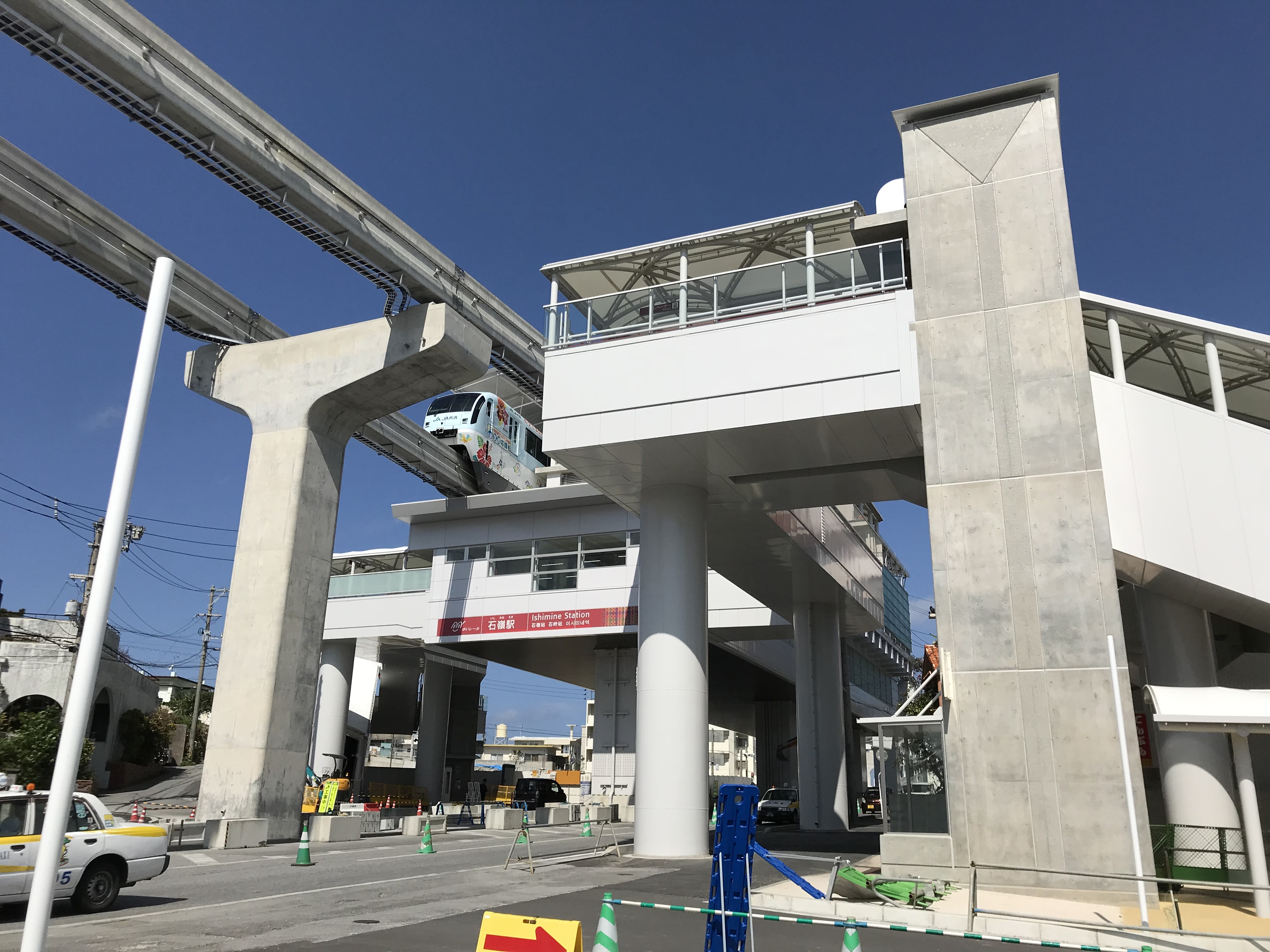
東口（2020年2月）

## 車站構造

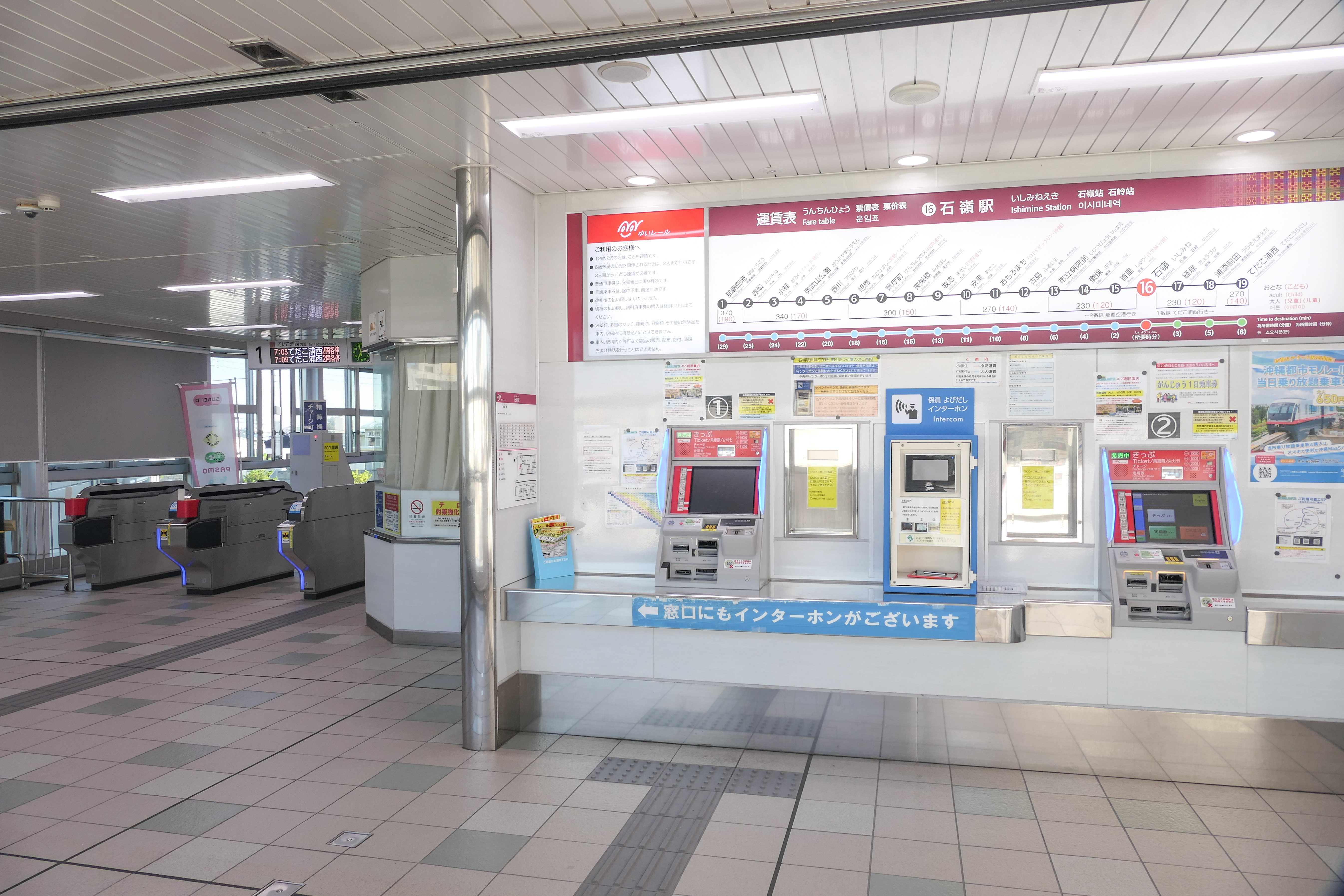
檢票口（2024年6月）

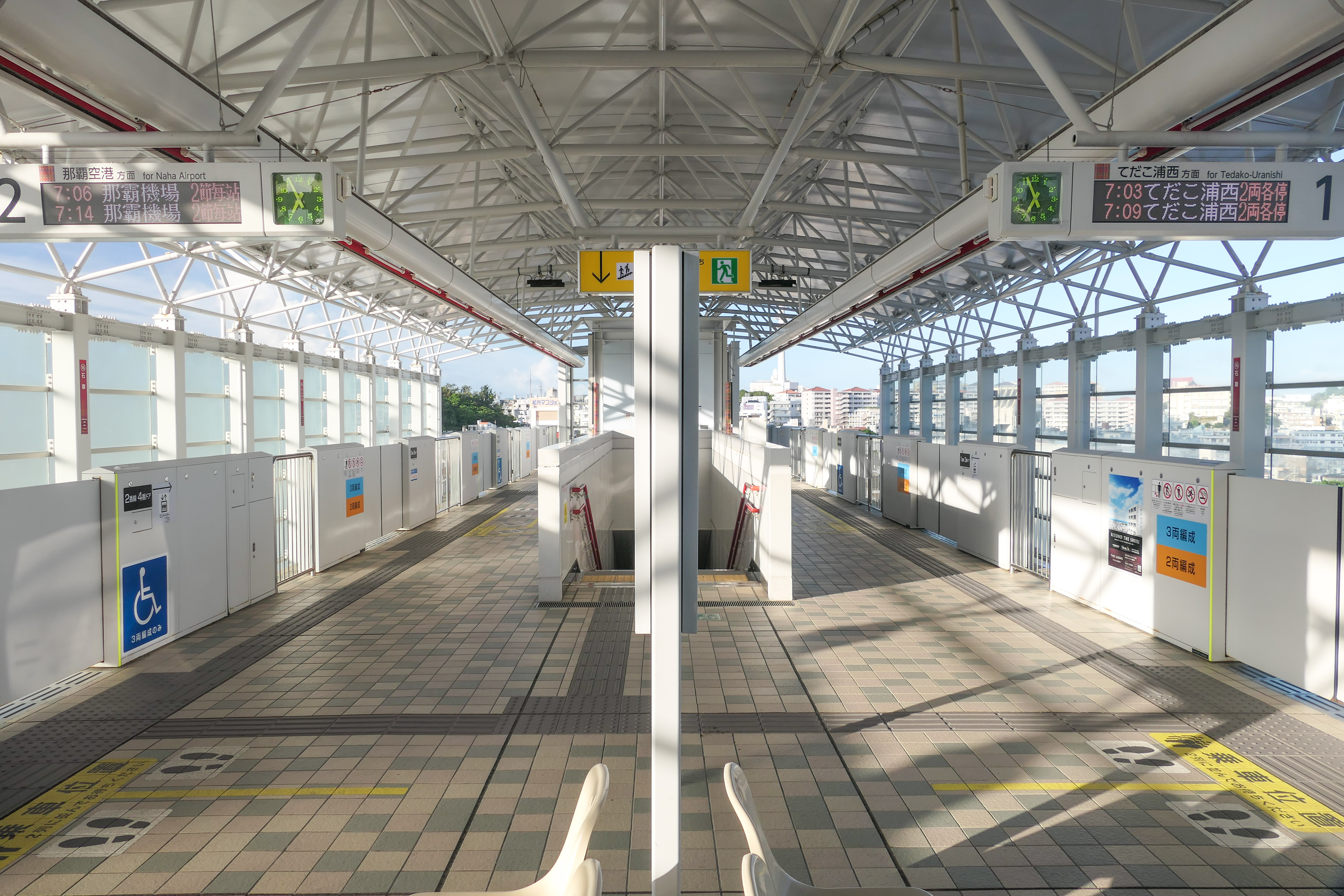
1號與2號月臺（2024年6月）

島式月台設計，共設有1面2線的月台配置，與現時儀保站的設計相同。

### 月台配置
| 月台 | 路線                | 目的地                                       |
| ---- | ------------------- | -------------------------------------------- |
| 1    | ■沖繩都市單軌電車線 | 日子浦西方向                                 |
| 2    | ■沖繩都市單軌電車線 | 首里、歌町、牧志、縣廳前、小祿、那霸機場方向 |

## 歷史
- 2012年（平成24年）1月25日：國土交通省批准沖繩都市單軌鐵路經營首里～浦西共4.1公里的軌道事業特許認可[5]。
- 2013年（平成25年）11月2日：進行車站興建起工式[6]。
- 2014年（平成26年）12月26日：站名決定繼續採用「石嶺站」[7]。
- 2019年（令和元年）10月1日：正式開業[6]。

## 車站周邊
- 沖繩縣綜合福祉中心
- 橄欖山病院
- 那覇市立石嶺小學
- 那覇市立城東小學
- 那覇市立石嶺中學
- 那覇市立城北中學
- 沖繩縣立首里東高等學校
- 首里郵局
- 首里北郵局
- 那覇巴士石嶺營業所

## 相鄰車站
沖繩都市單軌電車
■沖繩都市單軌電車線
首里（15）－石嶺（16）－經塚（17）

## 外部連結
- 沖繩都市單軌電車 – 石嶺站 （页面存档备份，存于）（日語）（英文）（繁體中文）（简体中文）